# Маяк Лонг-Пойнт
Маяк Лонг-Пойнт (англ. Long Point Lighthouse) — маяк, расположенный на юге острова Уайтхед к югу от острова Гран-Манан на входе в залив Фанди, графство Шарлотт, провинция Нью-Брансуик, Канада. Построен в 1831 году. Автоматизирован в конце 1980-х.

## История
30 декабря 1902 года на месте будущего маяка был установлен фонарь на шесте, который не мог служить для навигации крупных судов, однако служил ориентиром для рыбацких лодок. В 1910 году правительство Нью-Брансуика выделило средства на строительство полноценного маяка, и в том же году он был построен. Он представлял собой квадратную деревянную башню высотой 15 метров с восьмиугольным помещением для фонаря на вершине. Стоимость строительства составила 1 220 канадских долларов. В 1927 году жители острова Гран-Манан а также Новой Шотландии, рыбачившие в этом районе, направили правительству Нью-Брансуика петицию об установке на станции противотуманного сигнала. Петиция была удовлетворена и на станции были построены здание противотуманного сигнала, дом для смотрителя, а также эллинг для лодки. Стоимость строительства составила 7 489 канадских долларов. В 1966 году было построено новое комбинированное здание противотуманного сигнала и маяка, по тому же проекту, что и маяк Лонг-Эдди-Пойнт. Маяк был расположен в квадратной башне, построенной на углу одноэтажного бетонного здания противотуманной сигнализации. Старые здания были снесены. В конце 1980-х канадская береговая охрана автоматизировала маяк.